# Albani Motor Constructions
Albani Motor Constructions Pty Ltd war ein australischer Hersteller von Automobilen.

## Unternehmensgeschichte
Das Unternehmen aus Melbourne begann 1921 mit der Produktion von Automobilen. Der Markenname lautete Albani. 1922 endete die Produktion.

## Fahrzeuge
Das einzige Modell war der Albani Six. Dies war ein großer Tourenwagen. Ein 25-PS-Sechszylindermotor von der Continental Motors Company mit 3671 cm³ Hubraum trieb das Fahrzeug an. Ein Fahrzeug wurde bei einer Zuverlässigkeitsfahrt über 8000 km in 12 Tagen eingesetzt, wobei die Motorhaube verschlossen blieb.